# Acavoidea
Die Acavoidea sind eine Überfamilie aus der Unterordnung der Landlungenschnecken (Stylommatophora). Es handelt sich überwiegend um meist relativ große Gehäuseschnecken. Die heutige Verbreitung deutet darauf hin, dass sich ihre Entwicklung und Radiation im ausgehenden Mesozoikum vollzog, bevor der erdgeschichtliche Kontinent Gondwana in die heutigen Kontinente zerfiel.

## Merkmale
Die rechtsgewundenen Gehäuse sind mittelgroß bis eher groß. Die Gehäuseform variiert von hochkonisch bis stark abgeflacht. Auch bereits die Embryonalwindungen sind relativ groß.
Bei vielen Formen sind die Mündungen stark modifiziert (z. B. stark abgesenkt, Ränder umgebogen, stark vergrößert etc.). Es sind jedoch keine Zähne vorhanden, und nur sehr selten Lamellen. Die Kiefer sind aulacognath, d. h. dünn, glatt oder nur schwach vertikal gestreift. Gelegentlich ist auch ein mittiger Vorsprung vorhanden. Der zwittrige Genitalapparat ist meist relativ einfach aufgebaut ohne Anhänge. Nur einige wenige Formen bilden ein Flagellum, einen Blindsack am Penis (Caecum) oder einen vaginalen Anhang aus. Die Innenseite des Penis ist komplex strukturiert. Die Gruppe ist im Allgemeinen durch außerordentlich große Eigrößen gekennzeichnet.

## Geographische Verbreitung
Die Vertreter der Acavoidea sind in Südafrika, Madagaskar, auf den Seychellen, in Sri Lanka, Australien einschließlich Tasmanien, Neuguinea und Südamerika beheimatet. Die Verbreitung deutet darauf hin, dass die Entwicklung und erste Radiation vor dem Zerfall des erdgeschichtlichen Kontinents Gondwana erfolgte. Der Zerfall Gondwanas begann in der Unterkreide, in der Oberkreide brachen die letzten Landverbindungen zu Afrika ab.

## Systematik
Die Überfamilie wird von Bouchet & Rocroi (2005) in sechs Familien untergliedert
- Acavidae Pilsbry, 1895
- Caryodidae Conolly, 1915
- Dorcasiidae Conolly, 1915
- Macrocyclidae Thiele, 1926
- Megomphicidae H. B. Baker, 1930
- Strophocheilidae Pilsbry, 1902

Schileyko (1998) unterteilt die Überfamilie ebenfalls in sechs Familien: Acavidae Pilsbry, 1894, Caryodidae Conolly, 1915, Clavatoridae Thiele, 1926, Dorcasiidae Conolly, 1915, Macrocyclidae Thiele, 1926 und Sculptariidae Degner, 1923. Die Sculptariidae werden von Bouchet & Rocroi (2005) zur Überfamilie Plectopyloidea gestellt, die Clavatoriidae werden als Synonym von Acavidae behandelt. Die Strophocheilidae sind bei Schileyko (1998) eine eigene Überfamilie mit zwei Familien.